# Стэн Пайнс
Стэнли «Стэн» Пайнс (англ. Stanley «Stan» Pines) — один из главных персонажей американского мультсериала Disney «Гравити Фолз», созданного и озвученного создателем сериала Алексом Хиршем. В одном из интервью создатель утверждает, что Дядя Стэн во многом основан на его деде, которого также звали Стэн.

## Биография

### Ранний период жизни
Согласно эпизоду 2 сезона «Повесть о двух Стэнах», Стэнли и его шестипалый брат-близнец Стэнфорд родились в Пляже Стеклянных Осколков, штат Нью-Джерси, в семье Филбрика Пайнса и его жены Кэрин. Близнецы были воспитаны евреями, но позже стали атеистами, согласно секретной веб-странице, найденной в вышеупомянутой книге «Утраченные легенды». Филбрик был суровым владельцем ломбарда, а Кэрин, патологическая лгунья, работала телефонным экстрасенсом. Фамилия «Пайнс», как сообщается, была введена на острове Эллис, но записи оригинальной фамилии семьи были утеряны. В раннем подростковом возрасте Стэн и Форд часто рыскали по пляжу и охотились за сокровищами. Однажды они забрали заброшенный корабль, назвав его «Боевой Стэн». Близнецы со временем отремонтировали эту лодку, надеясь когда-нибудь совершить на ней кругосветное плавание.
Как намекает в серии «Мозгоскрёбы», мальчики часто становились мишенями хулиганов, поэтому Филбрик записал их на занятия по боксу. Позже Стэн использовал свои боксёрские навыки, чтобы спасти женщину по имени Карла МакКоркл по прозвищу «Шортики» от грабителя. Однако Карла в конце концов бросила его ради хиппи, играющего музыку.
В школе Форд был отличником и любимцем своих учителей, а Стэн был бездельником, любящим шутки, который часто списывал ответы у своего брата. В одну роковую ночь Стэн забрёл в зал научной ярмарки и случайно сломал удостоенную награду вечный двигатель своего брата, разрушив шансы Форда поступить в престижный университет «West Coast Tech» и обострив их отношения. Филбрик отрёкся от Стэна, отказавшись позволить ему вернуться домой, пока он не сможет заработать настоящие деньги.
Стэн впервые заинтересовался продажами после того, как увидел рекламный щит, на котором изображалась эта практика. Со временем, используя различные вымышленные имена, он основал бесчисленное количество компаний, продвигающих «революционные» продукты, которые оказались нефункциональными и плохо изготовленными. В конечном итоге он был прогонен разъярённой толпой каждый раз, когда недостатки в его продукции обнаруживались и запрещались в большинстве американских штатов. Однажды он был арестован в Колумбии и внесён в список запрещённых для полётов Соединённых Штатов по неизвестным причинам.

### Прибытие в Гравити Фолз
Стэн приехал в Гравити Фолз после того, как получил открытку от Форда, теперь доктора философии, выпускника унылого Университета Бэкапсмора, который использовал свои исследовательские гранты, чтобы построить там дом и исследовать самую большую в мире концентрацию сверхъестественных аномалий. Во сне демон Билл Шифр убедил Форда построить межпространственный портал с помощью своего товарища, выпускника Backupsmore Фиддлфорда Макгакета (известного в настоящее время как местный деревенский «Старик» МакГакет) под домом Форда. В ходе испытания Фиддлфорд пережил инцидент, связанный с аномалией гравитации, что заставило его выйти из проекта, сконструировать лучевую пушку, чтобы стереть определённые воспоминания, и основал Общество слепого глаза: подпольное тайное общество, посвящённое стиранию воспоминаний горожан в Гравити Фолз, чтобы сохранить статус-кво. Когда Форд потребовал ответов, Билл раскрыл свои истинные намерения, что побудило Форда обратиться к Стэну за помощью.
После прибытия Стэн узнал, что Форд спрятал два из трёх своих дневников, в которых документировались его сверхъестественные открытия и объяснялось, как работать с порталом, и доверил первый Стэну в надежде, что тот согласится похоронить его «как можно дальше». Возмущённый тем, что Форд не призвал его к примирению, Стэн хотел сжечь дневник. В драке Стэн бросил Форда в случайно активированный портал, в котором закончилось топливо, и он отключился. Стэн к своему ужасу узнал, что он не может повторно активировать портал без всех трёх дневников.
Когда деньги были на исходе, Стэн отправился в город, чтобы купить немного припасов, чтобы снова сбежать, но местные жители приняли его за Форда и попросили осмотреть дом, предлагая деньги. Стэн согласился и покорил жителей городка своим фальшивым аттракционом. Впоследствии Стэн, действуя под именем брата, превратил дом в «ловушку для туристов» с фальшивыми достопримечательностями, первоначально назвав его "Лачугой
Страха ", но позже переименовав в «Хижину Чудес». Он даже инсценировал свою смерть как Стэнли, чтобы избежать дальнейшего преследования со стороны полиции. Последние 30 лет до начала сериала Стэн продолжал пробираться в лабораторию по ночам, чтобы попытаться активировать портал для спасения Форда.

### Основной эпизод
На протяжении большей части мультсериала Стэн показан простым скупым персонажем, который придумывает озорные, удивительные, невиданные, смешные вещи, чтобы заработать деньги на туризме в Хижине Чудес. Несмотря на свою жадность, он искренне защищает своего внучатого племянника Диппера и внучатую племянницу Мэйбл, родители которых попросили его присмотреть за близнецами на лето. Он также притворяется, что ничего не знает о сверхъестественных странностях Гравити Фолз, и вступает в ожесточённое соперничество с Гидеоном Глифулом: злобным 10-летним владельцем другой туристической ловушки, получившей название «Палатка телепатии», которая намерена претендовать на Хижину Чудес. У Стэна есть дневник под номером один, о котором не знают близнецы. К концу первого сезона, после ареста Гидеона за массовые разрушения и обман туристов в эпизоде «Восход Гидеона», Стэн получает все три дневника и пытается использовать их для активации портала. В конце концов ему удаётся активировать портал и вернуть Форда в его родное измерение ближе к концу второго эпизода сезона «Кем он оказался». Затем братья рассказывают свою историю Дипперу и Мэйбл, пытаясь восстановить связь в последующих эпизодах из-за разных жизненных путей.
В последних нескольких эпизодах начинается предсказанный апокалипсис, получивший название «Странногеддон», Билл Шифр захватывает Форда, а Стэн укрывается в Хижине, защищённой заклинанием единорога. Стэн завидует Дипперу, Мэйбл и его сотрудникам Зусу и Венди, которые хотят спасти Форда, хотя он чувствует ответственность за апокалипсис.
После битвы с демонами Билла с использованием «Шектрона», боевого робота, построенного из самой Хижины, герои размораживают остальных горожан в крепости Билла «Феарамид». Чтобы остановить Билла, Форд рисует на полу пророческую диаграмму с десятью символами вокруг круга. Каждый символ представляет что-то, связанное с одним из главных персонажей сериала. Каждый человек встал на свой символ, кроме Стэна, который требует, чтобы Форд поблагодарил его. Форд передаёт ему свою просьбу, но вскоре после этого Форд поправляет слова брата. Братья дерутся, но пришедший Билл захватывает Пайнсов, превращая остальных в каменные фигуры. Диппер и Мэйбл отвлекают Билла и сбегают из своей камеры, в то время как Стэн и Форд заперты в другой камере, где они наконец примиряются.
Форд показывает, что Биллу нужно секретное уравнение, хранящееся в его уме, чтобы распространить эффект Странногеддона по всему миру, и что заманивание Билла в его разум, а затем стирание его с помощью оружия памяти МакГакета сотрёт демона из существования. Однако это, по-видимому, невозможно, так как у Форда в черепе есть металлическая пластина, которая не позволяет Биллу получить доступ к его мыслям. Братья меняются одеждой, так-как похожи друг на друга внешне. Когда Билл возвращается, замаскированный Стэн соглашается с его планом, обманывая Билла и заставляя его войти в свой разум. Билл понимает что его обманули, но выбраться уже не может, после чего Форд уничтожает его вместе с памятью Стэна.
После того как Гравити Фолз приходит в норму, Стэн просыпается без каких-либо воспоминаний. Но его семья и друзья просматривают альбом Мэйбл, после чего у Стэна начала восстанавливаться память. В последний день лета Стэн и Форд планируют осуществить свою мечту о кругосветном плавании, на этот раз в поисках новых аномалий. Стэн повышает Зуса до должности менеджера «Хижины Чудес». После чего зрителю показывают короткий эпизод, где братья разбираются с аномалией на борту корабля, получившего название «Боевой Стэн II».

## Производство

### Характер и концепция
Стэн основан на собственном дедушке Алекса Хирша, которого также звали Стэн. Оба обладают характеристиками больших парней с бочкообразной грудью, на одежде которых расстёгнуты пуговицы; оба также носят золотую цепочку и золотые кольца.
Изначально Стэн выглядел значительно иначе, чем в сериале. В концепт-артах Стэн был ниже ростом, у него не было подплечников, и у него был острый розовый нос вместо большого оранжевого. Его лицо больше походило на марионетку, чем на седого старого афериста. Эта версия персонажа была замечена в неофициальном пилотном эпизоде, который был малобюджетным и в предварительной тестовой версии, основанной на показанном в эфир пилотном эпизоде «Секреты Гравити Фолз».
Наряду с Диппером и Мэйбл Стэн появлялся почти в каждом эпизоде сериала. Он был показан в серии короткометражек «Гравити Фолз» под названием «Дневник аномалий Диппера», а также в короткометражке («Тату Стэна»), в которой близнецы исследуют загадочную татуировку на плече Стэна. В серии «Повесть о двух Стэнах» выясняется, что это была не татуировка, а шрам от ожога.